# 키스 엘리슨
키스 엘리슨(Keith Ellison 1963년 8월 4일 ~ )은 미국의 변호사이자 정치인이다. 민주당을 지지하는 Democratic-Farmer-Labor Party 소속이다. 2006년 중간선거에서 미네소타주의 하원으로 당선되어 미국국회의 최초 무슬림이자 미네소타의 첫 흑인하원이 되었다. 미국 무슬림의 권리를 적극적으로 옹호한다.

## 일대기
엘리슨의 조상들은 1742년부터 미국에서 살았다. 엘리슨은 디트로이트에서 자랐으며 다섯명의 아들 중 셋째로 태어났다. 그의 형제들과 엘리슨은 변호사가 되었고 나머지는 의사가 되었다. 어릴 때부터 그의 가족은 민권 운동에 참가했다. 그의 할아버지는 루이지애나주에서 NAACP의 회원으로 활동하기로 했다. 가톨릭 가족에서 자랐고 1981년 예수회 고등학교에서 졸업했다. 학창시절 스포츠와 학생자치회에서 활발하게 활동했다.
웨인 주립 대학교에서 재학할 당시 19세때 수니 이슬람으로 개종했다. 1987년 경제학위를 얻은 후 고등학교 때 사귀었던 킴과 결혼했다. 1989년에서 1997년 사이 딸 한명과 아들 세명을 가졌다. 킴은 현재 고등학교 수학교사이고 무슬림이 아니지만 그의 아이들은 무슬림으로 자라고있다. 현재 킴은 다발성 경화증을 투병중이다. 법대를 다닐 당시 네이션 오브 이슬람의 지도자인 루이스 파라칸을 옹호하는 기사를 여러 번 써 2006년 선거 당시 논란이 되었다.

## 주요 정책
그의 정책은 민주당과 비슷하다. 이라크 전쟁을 강력히 반대하고 두 국가 해결안을 지지하며 낙태의 합법화 유지를 찬성한다. 대중교통을 중시하며 지구 온난화를 해결하기 위한 대체에너지, 전 국민 건강보험 혜택과 불법체류자들이 시민권을 얻을 방법을 원한다. 동성 결혼에 대해서는 연방 정부의 간섭을 반대하는 중립적 입장을 가지고 있다. 딕 체니를 탄핵하길 원한다. 엘리슨은 버락 오바마를 지지하였다.

## 역대 선거 결과
| 선거명      | 직책명                          | 대수  | 정당                    | 득표율 | 득표수      | 결과 | 당락                      |
| ----------- | ------------------------------- | ----- | ----------------------- | ------ | ----------- | ---- | ------------------------- |
| 2002년 선거 | 하원의원 (미네소타 제58B선거구) | 83대  | 미네소타 민주농민노동당 | 66.54% | 5,714표     | 1위  | 미네소테 주의원 당선      |
| 2004년 선거 | 하원의원 (미네소타 제58B선거구) | 84대  | 미네소타 민주농민노동당 | 84.13% | 10,796표    | 1위  | 미네소테 주의원 당선      |
| 2006년 선거 | 하원의원 (미네소타 제5선거구)   | 110대 | 민주당                  | 55.56% | 136,060표   | 1위  | 미네소테 주 하원의원 당선 |
| 2008년 선거 | 하원의원 (미네소타 제5선거구)   | 111대 | 민주당                  | 70.88% | 228,776표   | 1위  | 미네소테 주 하원의원 당선 |
| 2010년 선거 | 하원의원 (미네소타 제5선거구)   | 112대 | 민주당                  | 67.69% | 154,833표   | 1위  | 미네소테 주 하원의원 당선 |
| 2012년 선거 | 하원의원 (미네소타 제5선거구)   | 113대 | 민주당                  | 74.47% | 262,102표   | 1위  | 미네소테 주 하원의원 당선 |
| 2014년 선거 | 하원의원 (미네소타 제5선거구)   | 114대 | 민주당                  | 70.79% | 167,079표   | 1위  | 미네소테 주 하원의원 당선 |
| 2016년 선거 | 하원의원 (미네소타 제5선거구)   | 115대 | 민주당                  | 69.07% | 249,964표   | 1위  | 미네소테 주 하원의원 당선 |
| 2018년 선거 | 미네소타 법무장관               | 30대  | 민주당                  | 48.96% | 1,249,407표 | 1위  | 미네소타주 법무장관 당선  |
| 2022년 선거 | 미네소타 법무장관               | 30대  | 민주당                  | 50.37% | 1,254,371표 | 1위  | 미네소타주 법무장관 당선  |

## 참고 자료
- 위키미디어 공용에 키스 엘리슨 관련 미디어 분류가 있습니다.